# Duolingo

Logo utilizzato dal 2011 al 2019

Duolingo è un social network volto all'apprendimento delle lingue straniere. Il software è progettato in modo tale che gli utenti possano imparare altre lingue attraverso una serie di lezioni e, contemporaneamente, aiutare a tradurre sia siti web che altri documenti.
La prima versione beta risale al 30 novembre 2011, e prima del lancio aveva raggiunto una lista d'attesa di più di 300 000 utenti. Il sito fu aperto al pubblico il 19 giugno 2012. Nel gennaio 2014 contava 25 milioni di utenti, di cui circa 12,5 milioni attivi. Nel 2013, Apple ha selezionato Duolingo come la sua "App dell'Anno per l'iPhone", conferendole tale riconoscimento e facendola diventare la prima app educativa ad essere insignita di tale prestigioso titolo. Al 2020 conta più di 500 milioni utenti in tutto il mondo, di cui 40 attivi mensilmente, con i suoi 81 corsi che aiutano a imparare 37 lingue diverse. Nel 2024 sono state introdotte anche lezioni di matematica e un corso base di musica.

## Il modello di insegnamento
L'applicazione offre lezioni scritte, di ascolto e di dettato. Genera una serie di livelli di abilità a serpente in cui si avanza come in un videogioco, attraverso i quali gli utenti possono progredire. Inoltre è disponibile una sezione vocabolario dove è possibile comprendere e memorizzare le parole imparate durante le lezioni.
Gli utenti guadagnano "punti esperienza" (i cosiddetti xp), man mano che imparano la lingua, per esempio quando completano una lezione. Le abilità sono considerate "acquisite" quando gli utenti completano tutte le lezioni associate alla specifica abilità. Nella prima versione venivano assegnati fino a 13 punti per lezione. Infatti ogni lezione consisteva in una serie di piccole prove, tra cui la traduzione, con tre punti detraibili per gli errori commessi. Gli utenti iniziavano con cinque "vite" nelle prime lezioni e tre nelle lezioni successive; a ogni sbaglio veniva persa una "vita". L'utente per riavere vite  deve: completare lezione apposite di ripasso, comprare l'abbonamento premium, pagare in gemme (350) per ricaricarle al completo o aspettare 4 ore/vita per farle resuscitare gratis. Se l'utente perde tutte le vite ha tre opzioni: uscire dalla lezione perdendo i progressi, comprare l'abbonamento premium (se non l'hai ancora utilizzato hai 14 giorni gratis) o spendere 450 gemme per ricaricarle a momento. Nella seconda versione sono state eliminate le vite, perciò ogni lezione poteva concludersi con successo poiché il programma riproponeva la stessa prova fino ad ottenere il corretto risultato. Duolingo include anche delle prove a tempo, nelle quali agli utenti viene dato  un tempo variabile a seconda del livello e dell'evento, anche il numero delle domande è variabile, per i motivi già citati e di conseguenza anche gli xp variano.
Duolingo usa un approccio basato sui dati ("data-driven"). A ogni passo lungo il percorso, il sistema valuta con quali domande gli utenti trovano difficoltà e quali tipi di errori commettono. Successivamente, somma i dati e impara dai modelli sviluppati a partire da essi.
L'efficacia dell'approccio data-driven di Duolingo è stata valutata da uno studio esterno commissionato dalla società. Condotto da professori della City University of New York e dell'Università della Carolina del Sud, lo studio ha stimato che 34 ore su Duolingo possono produrre la capacità di leggere e scrivere di uno studente universitario statunitense che abbia frequentato un semestre del corso principianti del primo anno, corso che richiede complessivamente un impegno di circa 130 ore. Lo studio ha mostrato che gli utenti di Rosetta Stone, un altro sito di apprendimento, necessitavano tra 55 e 60 ore per imparare un'analoga quantità di vocaboli. La ricerca non ha confrontato Duolingo con altri corsi gratuiti o a poco costo, come quelli offerti dalla BBC o da Book2, e non ha misurato le competenze raggiunte nell'espressione orale. Lo studio ha anche stabilito che una maggioranza di studenti hanno abbandonato dopo meno di due ore di studio.

## Modello di business
Duolingo offre lezioni gratuite per l'apprendimento di una lingua, ma nel corso degli anni ha introdotto banner e schermate pubblicitarie e la possibilità di accedere alle versioni premium senza annunci e con funzionalità aggiuntive, (Super Duolingo, Duolingo Max) sottoscrivendo un abbonamento. Inizialmente impiegava un modello originale, che prevedeva che gli utenti traducessero alcuni testi e votassero le traduzioni. Il contenuto da tradurre proveniva da aziende che in cambio pagavano Duolingo per le traduzioni. I documenti potevano essere aggiunti a Duolingo per la traduzione con un conto di caricamento. Il 14 ottobre 2013, per esempio, Duolingo aveva annunciato di essersi accordato con CNN e BuzzFeed per tradurre articoli per i siti delle società internazionali.

## L'incubatrice della lingua
Invece di aggiungere le lingue gradualmente, il 29 maggio 2013 il CEO Luis Von Ahn ha annunciato l'intenzione di creare gli strumenti necessari alla comunità per costruire nuovi corsi di lingua, con la speranza di introdurre più lingue e "dare più potere ad altri esperti e gente appassionata di una specifica lingua". Il risultato è stato l'Incubatrice di Lingua, che è stata distribuita il 9 ottobre 2013. Oltre a creare corsi per lingue ampiamente parlate, l'Incubatrice di Lingua punta anche ad aiutare a conservare alcune lingue meno popolari come il Maya e il Basco. Il primo corso interamente creato dalla comunità di Duolingo attraverso l'Incubatrice è stato il corso per l'apprendimento dell'inglese dal russo, lanciato in beta il 19 dicembre 2013. Altri corsi creati dalla comunità di Duolingo comprendono l'apprendimento dell'inglese da turco, olandese e ungherese, oltre che francese e portoghese dallo spagnolo.
L'Incubatrice ha tre fasi. Primo, una lingua inizia in "Fase 1: Non Già Distribuito", su interesse sufficiente a contribuire che il programma sia stato ricevuto da volontari fluenti in entrambe le lingue (un requisito per l'applicazione). La seconda fase, "Fase 2: Distribuito in Beta", comincia quando il corso è stato interamente preparato ed è pronto per la valutazione beta. Infine, "la Fase 3: Distribuito al Pubblico" dove tutti i corsi offerti disponibili vanno una volta che sono del tutto pubblicamente disponibili. Il motivo per cui i corsi completi rimangono nell'incubatrice è che i Moderatori/Amministratori possono continuare ad apportare modifiche per migliorare il corso. Per esempio, se uno studente riscontra errori o inesattezze in una domanda, ha la possibilità di segnalare non solo la domanda contenente inesattezze, ma anche di descrivere il tipo di errore in questione. Dal 14 marzo 2014, cinque corsi sono disponibili al pubblico (Incubatrice Fase 3) dall'inglese a spagnolo, francese, tedesco, italiano e portoghese. Gli utenti che parlano inglese potranno a breve imparare nuove lingue, di recente aggiunte alla fase 1 di incubazione: russo, ungherese, hindi, polacco, vietnamita, ebraico, romeno, klingon, greco, ceco e yiddish. Invece gli utenti che parlano italiano possono imparare quattro lingue: inglese, spagnolo, francese e tedesco.

## Storia
Il progetto è stato creato a Pittsburgh dal professore Luis von Ahn (creatore di CAPTCHA) dell'Università Carnegie Mellon e del suo dottorando Severin Hacker, e successivamente sviluppato anche da Antonio Navas, Vicki Cheung, Marcel Uekermann, Brendan Meeder, Hector Villafuerte e Jose Fuentes. Il progetto era in origine sponsorizzato dall'associazione MacArthur di Luis von Ahn e da una borsa di studio della National Science Foundation ed è principalmente scritto nel linguaggio di programmazione Python. Un finanziamento aggiuntivo è stato ricevuto in forma di un investimento da Union Square Ventures e dalla società A-Grade Investments dell'attore Ashton Kutcher.

## Livelli e modalità di apprendimento
Gli studenti sono posti in un certo livello nel programma, corrispondente alla capacità di comprendere la lingua. Il livello dell'utente è indicato da un numero esposto su un medaglione contenente una rappresentazione della bandiera del paese dove quella lingua è parlata. I livelli, di tutte le lingue, che ogni utente sta studiando sono pubblicamente esposti accanto al loro nome in Duolingo. Per salire di livello, ogni utente deve guadagnare punti a sufficienza per progredire attraverso le lezioni di Duolingo, oppure deve tradurre documenti attuali inseriti da Internet, guadagnando una differente quantità di punti per ogni frase tradotta (la quale aumenta a seconda del Livello di Traduzione raggiunto in quella lingua). Le lezioni comprendono di norma 14-20 domande/frasi e la loro durata è all'incirca da 4 a 7 minuti. Con ogni lezione completata si guadagnano 20 punti esperienza (XP) nelle lezioni normali mentre nelle lezioni di fine unità se ne guadagnano fino a 30 senza contare i bonus, un ulteriore bonus per ogni vita non persa (cuoricini in alto a destra) durante la lezione.Si può aumentare il valore XP sono presenti le pozioni XP che moltiplicano per 1.5, 2 e 3 XP. Esistono almeno 25 livelli in ogni lingua.
L'obiettivo di Duolingo consiste nel far imparare agli utenti una o più lingue; in ogni unità (di norma includendo tra 1 e 9 lezioni inserite in ognuna) si ha una "barra di forza" che corrisponde alla valutazione del computer di quanto tempo rimangono certe parole o frasi nella memoria dell'utente. Dopo una certa durata di tempo, la barra di forza sbiadisce, indicando il bisogno per l'utente di rinfrescare quella lezione, o "rafforzare le debolezze". Facendo "traduzioni nel mondo reale", comunque, si rafforzano anche le parole, visto che il programma mantiene traccia di tutte le parole che un utente incontra quando si usa l'opzione "immersione" per tradurre documenti attuali da internet.

## Licenza e restrizioni
Tutto il materiale tradotto è di proprietà di Duolingo, che può utilizzarlo per qualsiasi scopo necessario. Il materiale tradotto non può essere usato per scopi commerciali se non dopo una esplicita autorizzazione.
Dal 26 settembre 2014 gli utenti europei non sono autorizzati a inviare materiale da tradurre anche se possono continuare ad usufruire dei servizi educativi.